# ویستروریو
ویستروریو (به ایتالیایی: Vistrorio) یک کومونه در ایتالیا است که در استان تورین واقع شده‌است.

## خصوصیات
ویستروریو ۴٫۶ کیلومترمربع مساحت و ۵۲۴ نفر جمعیت دارد و ۴۸۰ متر بالاتر از سطح دریا واقع شده‌است.